# Franz Xavier Wernz
Franz Xavier Wernz (4 de dezembro de 1842 – 19 de agosto de 1914) foi um padre jesuíta alemão, vigésimo quinto superior geral de 1906 a 1914.

## Vida
Wernz foi o primeiro dos oito filhos de pais com profunda fé e piedade. Desde cedo ele expressou seu desejo de ser um jesuíta, talvez influenciado pelo fato de que sua igreja paroquial em Rottweil tinha sido uma igreja jesuíta antes da supressão e ainda retinha muitas lembranças da Sociedade. As pinturas de muitos santos jesuítas e o fato de que a missão paroquial anual era dada por jesuítas provavelmente o ajudaram a tomar a decisão.
Entrou para a sociedade em 5 de dezembro de 1857, fez o noviciado em Gorheim, perto de Sigmaringen, e emitiu os primeiros votos em 8 de dezembro de 1859. De 1864-1868 e de 1872-1873 foi educador e professor em Stella Matutina (Escola Jesuíta) em Feldkirch, Áustria. Ele estudou teologia e filosofia nas abadias Maria Laach e Aachen. Quando o Kulturkampf do Chanceler Bismarck expulsou os Jesuítas da Alemanha, os exilados escolásticos, depois de uma curta estadia em Stella Matutina, encontraram refúgio em um colégio jesuíta, Ditton Hall em Lancashire na Inglaterra e, finalmente, em 1881 mudaram-se para St Beuno's no País de Gales. Após um ano de estudos privados, tornou-se Professor de Direito Canônico em Ditton Hall e mais tarde em St Beuno's. Entre 1882 e 1906 ele ensinou direito canônico na Pontifícia Universidade Gregoriana, nos últimos dois anos lá ele também serviu como seu reitor .
Após a morte de Luis Martín, o vigário geral convocou uma congregação para 31 de agosto de 1906, mas ela começou após um dia de adiamento em 1 de setembro e duraria até 18 de outubro. Na terceira votação realizada em 8 de setembro, o ano de 64 o velho Wernz foi eleito general.
Durante seu generalato, ele promoveu vigorosamente a vida espiritual, abriu missões e criou províncias em todas as partes do mundo. Todo o continente da América do Norte era um de seus interesses especiais e ele aprovou a criação de províncias, casas e colégios em toda a extensão desse vasto território. O Padre Martín fundou a famosa Monumenta Historica e Wernz continuou a apoiar e encorajou os escritores jesuítas a assumirem esta importante obra, o que fizeram com entusiasmo. Foi fundamental para a fundação dos periódicos jesuítas "Voces e Maria ad Lacum", que se tornaram "Stimmen der Zeit" na Alemanha e outro, "Przeglad Powszechny", na Polónia .
Uma de suas últimas cartas escritas em 25 de dezembro de 1913 à Sociedade foi por ocasião da celebração do centenário da restituição da Sociedade, que aconteceria no ano seguinte.
Wernz fora general por sete anos e onze meses, de 8 de setembro de 1906, até sua morte em 19 de agosto de 1914. Sua morte ocorreu poucas horas antes da do Papa Pio X e apenas três semanas após a eclosão da Primeira Guerra Mundial. Seria um momento difícil para seu sucessor começar a liderar uma sociedade internacional em um mundo internacionalmente abalado.
Seu túmulo pode ser encontrado no Mausoléu Jesuíta no cemitério romano de Campo di Verano.